# WS020SH
WS020SHはシャープが開発し、ウィルコム向けに供給される携帯情報端末（スマートフォン）、PHS。通称WILLCOM 03（ウィルコム ゼロスリー）。

## 概要
2008年5月26日にWILLCOM FORUM & EXPO 2008で発表され、6月27日に発売された。
W-ZERO3シリーズの後継と位置付けられ、Advanced/W-ZERO3 [es] (WS011SH) の後継機である。
全長が19mm小型化、ワンセグチューナーの追加、Bluetoothの追加、液晶面のフラット化といった改良が加えられ、同機の特徴だったXcrawl（エクスクロール）に代って、新たにイルミネーションキーが採用された。また、サイズダウンにより標準のバッテリ容量が減少したため、通話時間および待ち受け時間が短縮されたが、節電機能の強化により消耗が補われている。

## アカデミックパック
2008年9月11日にはアカデミックパックが発売された。これは中学校以上の教育機関に所属する学生及び教職員に対してのみ販売される。11の辞書を収録したmicroSDカードが同梱されるほか、W-VALUE SELECTを利用して購入する際の月額料金の割引額が増額される事で負担額が減り、実質の値引がされている。

## 沿革
- 2008年5月27日 - WILLCOM FORUM & EXPO 2008にて発表。
- 2008年6月20日 - 予約開始
- 2008年6月27日 - 発売
- 2008年9月11日 - アカデミックパック発売
- 2008年11月7日 - ファームウェアアップデートにより「microSDHC」に対応した。